# 小行星6758
小行星6758（英語：6758 Jesseowens）是一颗围绕太阳公转的小行星。1980年4月13日，安東寧·姆爾科斯在克列特发现了此天体。
这颗小行星的绝对星等为219.03320等。